# Kim Min-sun (Eisschnellläuferin)
Kim Min-sun (kor. 김민선; * 16. Juni 1999 in Seoul) ist eine südkoreanische Eisschnellläuferin, die auf die Sprintstrecken spezialisiert ist. Sie wurde 2016 Jugend-Olympiasiegerin über 500 Meter. In der Saison 2022/23 entschied sie mit fünf Saisonsiegen die 500-Meter-Gesamtwertung im Weltcup für sich.

## Sportlicher Werdegang

### Erfolge als Juniorin

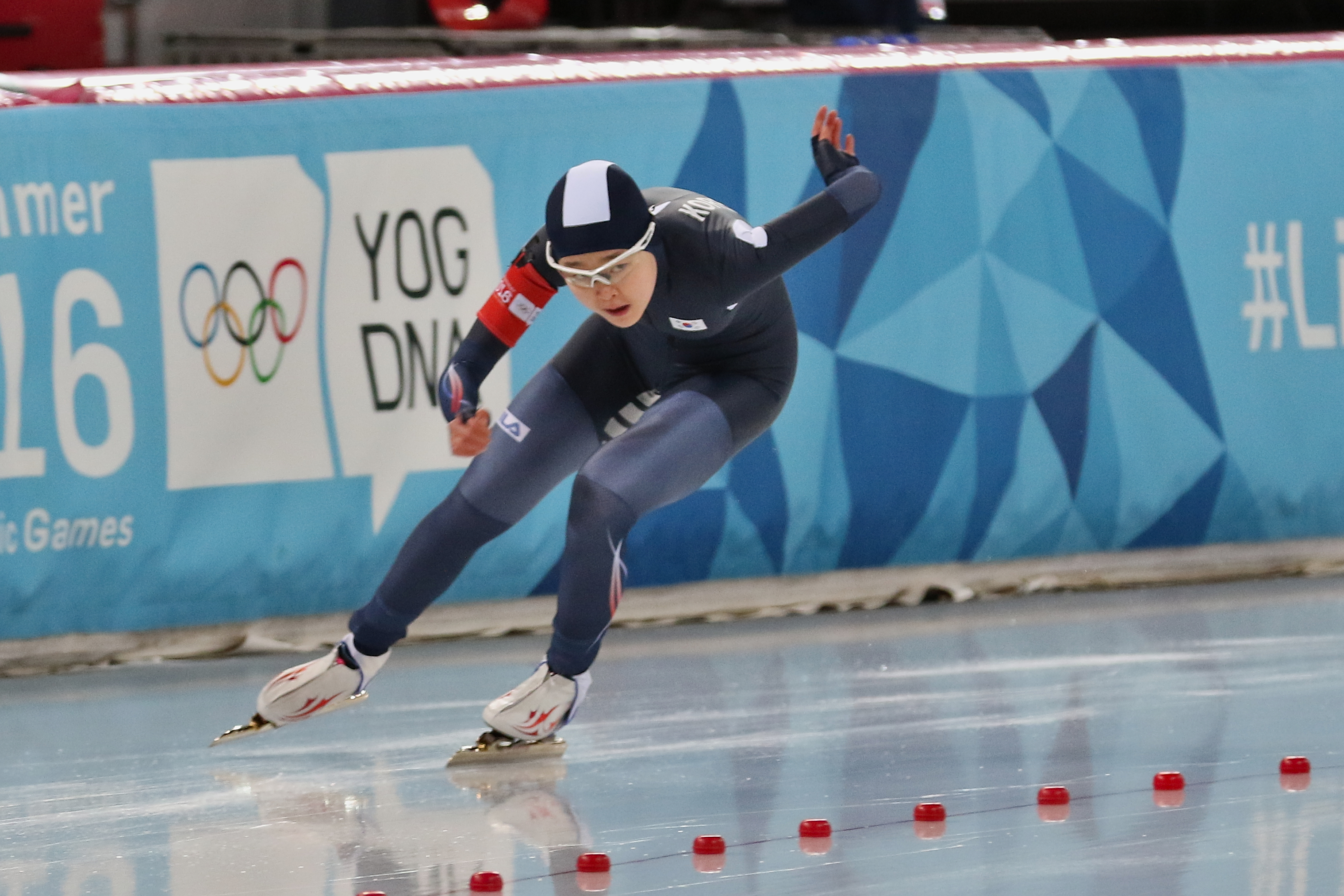
Kim Min-sun bei den Olympischen Jugend-Winterspielen 2016

Kim Min-sun begann im für koreanische Verhältnisse späten Alter von elf Jahren mit dem Eislaufen. Während ihrer Zeit auf der Mittelschule feierte sie Erfolge gegen ältere Athletinnen. Im März 2014 belegte sie als 14-jährige C-Juniorin den vierten Rang über 2 × 500 Meter bei der Junioren-Weltmeisterschaft hinter deutlich erfahreneren Konkurrentinnen wie Vanessa Bittner oder Antoinette de Jong. Ein Jahr später errang sie zusammen mit Jang Mee und Park Cho-weon den Junioren-WM-Titel im Teamsprint. Bei den Olympischen Jugend-Winterspielen 2016 in Lillehammer gewann Kim vor der Chinesin Han Mei die Goldmedaille über 2 × 500 Meter und holte zudem beim Sieg ihrer Teamkollegin Park Ji-woo Bronze im Massenstart. 
Wegen ihrer Erfolge als Nachwuchsathletin wurde Kim in der südkoreanischen Öffentlichkeit mit der zweifachen 500-Meter-Olympiasiegerin Lee Sang-hwa verglichen und früh als ihre Nachfolgerin gehandelt. Ende 2017 verbesserte Kim den von Lee gehaltenen 500-Meter-Juniorenweltrekord auf 37,78 Sekunden. Kim bezeichnete Lee als Vorbild und sagte, dass sie während der gemeinsamen Trainingszeit einiges von der zehn Jahre älteren Athletin gelernt habe. Auch nach Lees Karriereende 2019 tauschten sich die beiden Sportlerinnen regelmäßig aus. Südkoreanische Medien sahen in Lee Kims Mentorin.

### Erste Jahre im Erwachsenenbereich
Bereits mit 15 Jahren wurde Kim im November 2014 in Seoul zum ersten Mal im Eisschnelllauf-Weltcup eingesetzt. Ab der Saison 2015/16 gehörte sie regelmäßig zum südkoreanischen Weltcupteam. In den folgenden Jahren erfüllte sie zunächst nicht die durch ihre Erfolge im Juniorenbereich entstandenen Erwartungen. Bis 2022 stand sie in keinem Einzel-Weltcuprennen auf dem Podest (im Teamsprint feierte sie hingegen im November 2017 einen Weltcupsieg zusammen mit Kim Hyun-yung und Park Seung-hi). Bei den Einzelstreckenweltmeisterschaften zwischen 2017 und 2020 platzierte sie sich über 500 Meter zwischen Position 15 und 18. Ein ähnliches Ergebnis erzielte sie bei ihrem ersten Olympiaauftritt 2018 in Pyeongchang, wo sie – unter starken Rückenschmerzen leidend – auf der Sprintstrecke den 16. Rang belegte, während Lee Sang-hwa die Silbermedaille gewann. 
Auf nationaler Ebene nahm Kim nach Lees Rücktritt 2019 die Rolle der stärksten Sprinterin ein: Sowohl über 500 Meter (2019 bis 2024) als auch über 1000 Meter (2020, 2021, 2023 und 2024) errang sie mehrere südkoreanische Meistertitel. Anfang 2020 gewann sie bei den erstmals ausgetragenen Vier-Kontinente-Meisterschaften die Goldmedaille über 500 Meter vor der Kanadierin Brooklyn McDougall und zudem Silber im Teamsprint. 2022 war Kim bei den Winterspielen in Peking die einzige Vertreterin ihres Landes im olympischen 500-Meter-Rennen und erreichte den siebten Platz. Außerdem wurde sie in Peking Sechzehnte über 1000 Meter. Im März 2022 stand sie beim 500-Meter-Wettkampf in Heerenveen zum ersten Mal auf dem Podest in einem Weltcuprennen. Anfang 2022 sagte Kim im Vorfeld der Winterspiele in Peking, dass sie vor allem an ihrem Start gearbeitet habe.

### Durchbruch 2022/23
2022/23 erlebte Kim mit 23 Jahren die bis dahin erfolgreichste Saison ihrer Laufbahn, die von der Nachrichtenagentur Yonhap als lange erwarteter Durchbruch bezeichnet wurde („just the type of breakout campaign long expected of [Kim]“). Über 500 Meter entschied sie fünf von sechs Weltcuprennen und die Gesamtwertung der Wettkampfserie für sich. Auch über 1000 Meter gehörte sie als Vierte des Gesamtklassements zu den weltweit führenden Athletinnen. Beim Weltcup in Calgary lief sie eine neue persönliche 500-Meter-Bestzeit von 36,96 Sekunden und beendete den Wettkampf mit einem klaren Vorsprung von drei Zehntelsekunden auf die zweitplatzierte Miho Takagi. Im Lauf der Saison gewann Kim außerdem jeweils sowohl über 500 Meter als auch über 1000 Meter die Goldmedaille bei den Vier-Kontinente-Meisterschaften in Québec sowie bei den Winter World University Games in Lake Placid. Bei den Einzelstreckenweltmeisterschaften 2023 in Heerenveen verpasste sie als Vierte das Podest um 0,02 Sekunden.

## Persönliche Bestzeiten
Stand: 12. November 2023
| Distanz | Zeit        | Datum              | Ort            |
| ------- | ----------- | ------------------ | -------------- |
| 500 m   | 36,96 s     | 16. Dezember 2022  | Calgary        |
| 1000 m  | 1:13,42 min | 28. Januar 2024    | Salt Lake City |
| 1500 m  | 2:01,93 min | 16. September 2017 | Calgary        |
| 3000 m  | 4:36,00 min | 21. Januar 2013    | Seoul          |

## Teilnahmen an Olympischen Winterspielen und Weltmeisterschaften

### Olympische Spiele
- 2018 Pyeongchang: 16. Platz 500 m
- 2022 Peking: 7. Platz 500 m, 16. Platz 500 m

### Einzelstrecken-Weltmeisterschaften
- 2017 Gangneung: 15. Platz 500 m
- 2019 Inzell: 6. Platz Teamverfolgung, 17. Platz 500 m
- 2020 Salt Lake City: 18. Platz 500 m, 23. Platz 1000 m
- 2023 Heerenveen: 4. Platz 500 m, 11. Platz 1000 m
- 2024 Calgary: 2. Platz 500 m, 8. Platz 1000 m
- 2025 Hamar: 3. Platz 500 m, 10. Platz 1000 m

### Sprint-Weltmeisterschaften
- 2016 Seoul: 23. Platz Sprint-Mehrkampf
- 2024 Inzell: 6. Platz Sprint-Mehrkampf

## Weltcupsiege

### Weltcupsiege im Einzel
| Nr. | Datum             | Ort                 | Disziplin |
| --- | ----------------- | ------------------- | --------- |
| 1.  | 11. November 2022 | Stavanger           | 500 m     |
| 2.  | 20. November 2022 | Heerenveen          | 500 m     |
| 3.  | 9. Dezember 2022  | Calgary             | 500 m     |
| 4.  | 16. Dezember 2022 | Calgary             | 500 m     |
| 5.  | 10. Februar 2023  | Tomaszów Mazowiecki | 500 m     |
| 6.  | 3. Dezember 2023  | Stavanger           | 500 m     |
| 7.  | 8. Dezember 2023  | Tomaszów Mazowiecki | 500 m     |
| 8.  | 3. Februar 2024   | Québec              | 500 m     |

### Weltcupsiege im Team
| Nr. | Datum             | Ort       | Disziplin       |
| --- | ----------------- | --------- | --------------- |
| 1.  | 19. November 2017 | Stavanger | Teamsprint 1    |
| 2.  | 24. November 2024 | Nagano    | Mixed-Staffel 2 |